# Головченко, Нина
Ни́на Голо́вченко — российская кёрлингистка, двукратная чемпионка России среди женщин.
Играла в основном на позиции третьего. Была скипом команды; в частности, под её руководством как скипа женская сборная России по кёрлингу впервые выступала на чемпионате мира в 2001.

## Достижения
- Чемпионат России по кёрлингу среди женщин: золото (1999, 2001), серебро (2000).

## Команды
| Сезон   | Четвёртый       | Третий          | Второй            | Первый            | Запасной              | Тренер                           | Турниры                        |
| ------- | --------------- | --------------- | ----------------- | ----------------- | --------------------- | -------------------------------- | ------------------------------ |
| 1998—99 | Ольга Жаркова   | Нина Головченко | Анна Рубцова      | Анастасия Скултан | Olga Duchina          |                                  | ЧМЮ-Б 1999                     |
| 1998—99 | Нина Головченко | Ольга Жаркова   | Анастасия Скултан | Анна Рубцова      | Эльмира Гуляева (ЧМЮ) | Ольга Андрианова (ЧМЮ)           | ЧРЖ 1999 · ЧМЮ 1999 (10 место) |
| 1999—00 | Ольга Жаркова   | Нина Головченко | Яна Некрасова     | Ирина Колесникова | Татьяна Смирнова      | Ольга Андрианова                 | ЧЕ 1999 (8 место)              |
| 1999—00 | Нина Головченко | ?               | ?                 | ?                 |                       |                                  | ЧРЖ 2000                       |
| 1999—00 | Нина Головченко | Ольга Жаркова   | Анастасия Скултан | Нкеирука Езех     | Анна Рубцова          | Ольга Андрианова, Юрий Андрианов | ЧМЮ 2000 (7 место)             |
| 2000—01 | Ольга Жаркова   | Нина Головченко | Анастасия Скултан | Нкеирука Езех     | Яна Некрасова         | Ольга Андрианова                 | ЧЕ 2000 (7 место)              |
| 2000—01 | Нина Головченко | ?               | ?                 | ?                 |                       |                                  | ЧРЖ 2001                       |
| 2000—01 | Нина Головченко | Нкеирука Езех   | Анастасия Скултан | Анжела Тюваева    | Людмила Прививкова    | Ольга Андрианова                 | ЧМЮ 2001 (6 место)             |
| 2000—01 | Ольга Жаркова   | Нина Головченко | Нкеирука Езех     | Яна Некрасова     | Анастасия Скултан     | Ольга Андрианова                 | ЧМ 2001 (9 место)              |

(скипы выделены полужирным шрифтом)